# Park Narodowy Brimstone Hill Fortress
Park Narodowy Brimstone Hill Fortress (ang. Brimstone Hill Fortress National Park) – park narodowy na wyspie Saint Kitts na Karaibach, w 1999 roku wpisany na listę światowego dziedzictwa UNESCO. Zachowała się tu XVIII-wieczna twierdza, która w czasach swojej świetności odgrywała kluczową rolę w walkach Brytyjczyków z Francuzami. W czasie bitwy o Saint Kitts w 1782 roku fort został zdobyty przez Francuzów po 30 dniach oblężenia. Brytyjczycy odzyskali go jednak już w rok później po pokoju wersalskim. 
Od połowy XIX wieku twierdza była opuszczona i powoli popadała w ruinę. Gruntownie odrestaurowano ją dopiero w latach sześćdziesiątych XX wieku, a w październiku 1985 roku królowa brytyjska Elżbieta II w czasie swojej wizyty na wyspie dokonała uroczystego otwarcia parku narodowego.
W głównym kompleksie zabudowań (cytadeli) ustawiono 24 zabytkowe armaty. Z murów obronnych roztacza się szeroka panorama pobliskiego Sandy Point Town oraz wyspy Sint Eustatius w Antylach Holenderskich. 
Samo wzgórze Brimstone Hill wznosi się na wysokość ok. 250 metrów n.p.m. Jest wynikiem aktywności wulkanicznej wyspy. 